# يشيفيش

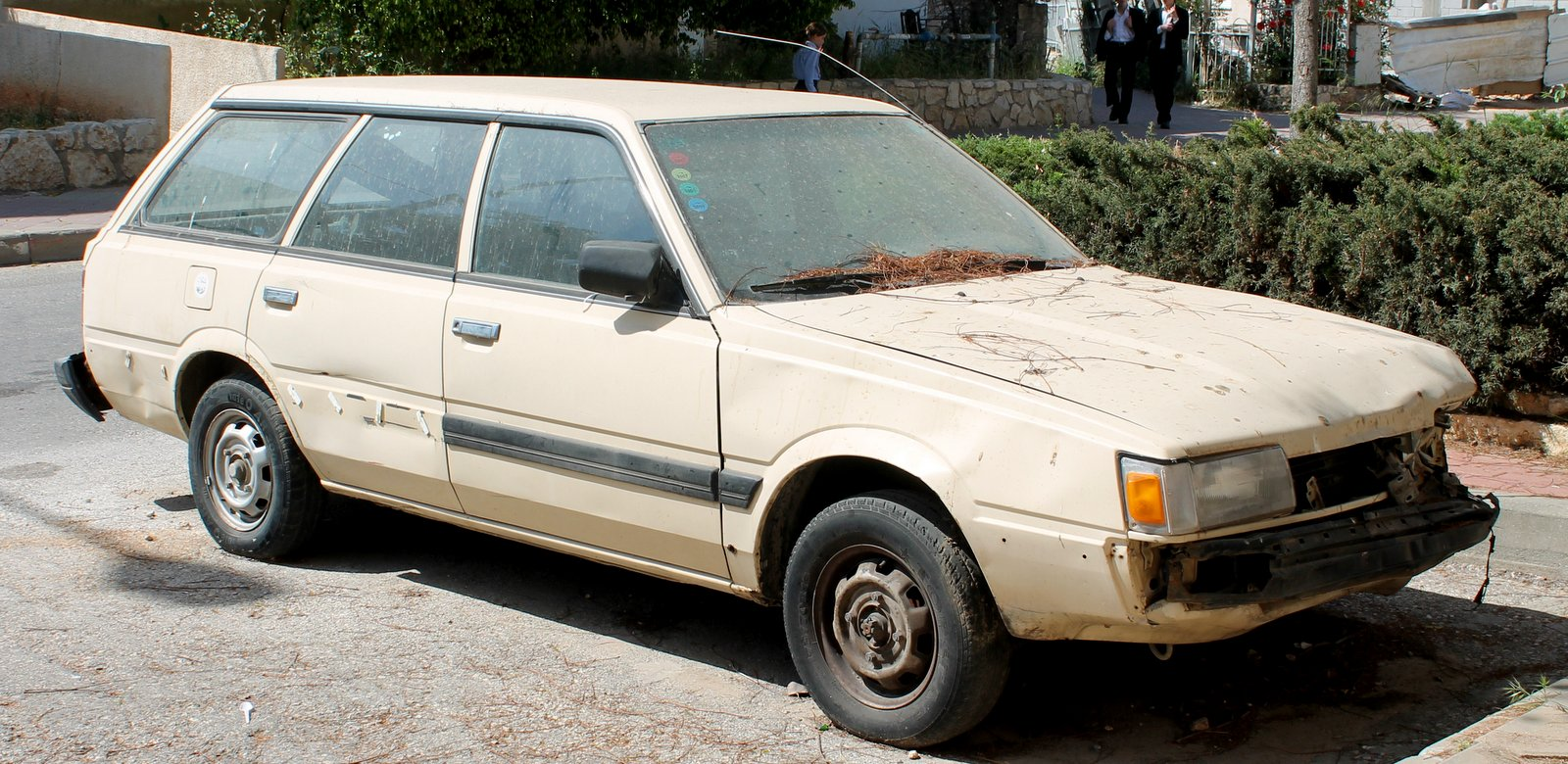

يشيفيش (اليديشية: ישיביש)، هي لهجة اجتماعية من لهجات اللغة الإنجليزية التي يتحدث بها طلاب يشيفا وغيرهم من اليهود مع وجود علاقة قوية إلى يشيفا العالم الأرثوذكسي.
تشير أيضًا إلى اليهود غير الحسيديين، في بعض الأحيان يكون لها دلالة إضافية لليهود غير الحسيديين الذين تلقو تعليمهم في المدرسة الدينية والذين كان لتعليمهم تأثير ثقافي محدد ملحوظ عليهم.في الحالة الأخيرة يكون للمصطلح دلالات متناقضة (إيجابية وسلبية) مماثلة لتلك الخاصة بمصطلح «أكاديمي».
يبدو أن المصطلح هو كلمة محمولة من المدرسة الدينية أو الإنجليزية، ومع ذلك، يمكن ببساطة تشكيلها من يشيفا ولاحقة الصفة «اش».

## أبحاث
لم يتم كتابة سوى عدد قليل من الدراسات الجادة حول اليشيفا، الأولى هي أطروحة ماجستير كتبها ستيفن راي غولدفارب (جامعة تكساس في إل باسو،1979) بعنوان «عينة من العناصر المعجمية في مدرسة يشيفا  الإنجليزية». يسرد العمل ويعرف ويقدم أمثلة لما يقرب من 250 كلمة وعبارة يشيفيشية. العمل الثاني الأكثر شمولًا هو فروم سبيك: المعجم الأول لليشيفيش من تأليف حاييم وايزر. يؤكد وايزر (1995) أن اليشيفا ليست لغة مبسطة أو كريول أو لغة مستقلة كما أنها ليست لغة دقيقة. يلاحظ باوميل (2006) بعد وايسير أن يشيفيش تختلف عن اللغة الإنجليزية بشكل أساسي في التركيب الصوتي والمعنى المعجمي وبناء الجملة.
يقدم بينور (2012) قائمة مفصلة بالسمات المميزة المستخدمة في يشيفيش يصفها كاتس، كلمات على النار: الكلمات الغير المكتلمة لليديشية (2004) على أنها «لهجة جديدة للغة الإنجليزية», والتي تستحوذ على اللغة العامية في الحياة اليومية في بعض الدوائر في أمريكا وأماكن أخرى. هيلمان (2006) وأخرون، يعتبرون تبديل الشفرة جزءًا من مدرسة يشيفيش. على الرغم من أن كايا (1991) قد يستبعد المتحدثين باللغة الإنجليزية في سياق يشيفيش. فإن دراسة التلمود، من تبديل الشفرة حيث يعتبر المصطلحات «ييديش إنجليش» قد تكون أكثر ملائمة.

## العلاقة باللغات الأخرى

### الإنجليزية
يتكون البديل الإنجليزي لليشيفية من مخالفات لغوية مستعارة من اليديشية ومفردات تتكون من اليديشية والعبرية المشنكية واليهودية البابلية الارامية وأحيانا العبرية الحديثة. سيستخدم المتحدث هذه المصطلحات بدلًا من نظيرتها الإنجليزية إما بسبب التقارب الثقافي، أو عدم وجود المصطلح الإنجليزي المناسب.

### ييديش
صيغة اليديشية من اليديشية مشكوك فيها كتعريف في حد ذاته، لأن القواعد تظل مطابقة لتلك الموجودة في اليديشية. يمكن القول أن بديل اليديشية من اليديشية هو ظاهرة جديدة ويتكون من مصطلحات أقل جرمانية وعبرية أكثر ارامية.
تركز اليديشية كما تم تصويرها في الأوساط الأكاديمية على المتغيرات العلمانية والثقافية لليديشية ويمكن أن تُعزى إلى حقيقة أن وايفو، التي سبقت اللغة اليديشية كدراسة أكاديمية، تأسست على يد يهود علمانيين من غير المرجح أن يكونو قد تعلمو في اليديشية وأيضًا إزالة جيل أو أكثر من المتحدثين المتعلمين في المدرسة الدينية.
توجد لهجة اليديشية منذ عدة قرون بين اليهود المتعلمين في اليديشيفا في أوروبا الشرقية والوسطى، ومع ذلك، نتيجة للهولوكوست والحرب العالمية الثانية والهجرة فإن المجتمع العلماني الناطق باللغة اليديشية صغير جدًا، ويفوقه كثيرًا عدد المجتمعات المتحدثة باللغة اليديشية في مدينة نيويورك وأنتويرب، والقدس وبني براك ولندن وغيرها. مما يجعل المتغير اليديشية اللهجة اليديشية المعاصرة السائدة. 

### اللغة العبرية
تتكون اللهجة اليشيفية من العبرية من النطق الأشكناز العرضي، والعديد من الكلمات اليديشية داخل العبرية الحديثة المنطوقة بين المجتمعات الحريدية في إسرائيل، في حين أن العديد من المصطلحات من التلمود والميشنا موجودة في العبرية الحديثة، فإن نطقها غالبًا ما يتماشى مع اللغة العبرية الحديثة، بينما في البديل اليشيفي، يتم نطقها بالطريقة الأشنكاز التقليدية.
لا تختلف بعض المعتقدات اليديشية الموجودة في العبرية اليهودية عن اللهجة اليديشية ويمكن العثور عليها في اللغة العبرية الحديثة السائدة أيضًا.

## أنماط الاستخدام
يشيفيش في المقام الأول لهجة يتحدث بها الذكور، قد يتحدث الآباء والأبناء ولا سيما في سن المراهقة وما فوق اللغة اليشيفية، بينما تتحدث الأمهات والبنات عمومًا مجموعة متنوعة أكثر اعتدالًا منها، والتي تتميز بعلم الأصوات اليهودية ولكنها تستبعد العديد من الكلمات التلمودية، يمكن تفسير ذلك لأن الكثير من معجم اليشيفا يتم بتعلم اليشيفا حيث تتم الدراسة باستخدام مصطلحات متخصصة، يتطور الإلمام بهذه المصطلحات ثم يتم إعادة تطبيقها على مواقف أخرى، هناك نسبة عالية من تحدث اليشيفا بين اليهود الأرثوذكس الذين يشاركون بانتظام في دراسة التوراة أو ينتمون إلى مجتمع يروج لدراستها.
يتنبأ بعض المراقبين بأن البديل الإنجليزي لليشيفية قد يتطور أكثر لدرجة أنه يمكن أن يصبح إحدى اللغات اليهودية الهجينة التاريخية مثل اليديشية أو اليهودية -الإسبانية أو اليهودية- العربية، كانت اللغات اليهودية الهجينة عبارة عن لهجات منطوقة تمزج عناصر من المصطلحات الدينية المحلية العامية والعبرية والآرامية واليهودية، نظرًا لأن اللغة اليديشية كانت في اللغة الألمانية الوسطى، فقد تكون اليشيفية هي اللغة الإنجليزية الأمريكية القياسية. ومع ذلك، فإن اندماج يهود العصر الحديث مع غير اليهود قد يمنع كلامهم من الإختلاف بعيدًا عن اللغة القياسية كما كان الحال في الماضي.

## ميزات متميزة

### كلمات
يتم إستخلاص المفردات والتراكيب النحوية لليشيفية بشكل أساسي من اللغة الأم للمتحدث، على الرغم من أن المفردات تتضمن المصطلحات العلمية، بشكل الأساسي من التلمود والشارونيم في اليديشية والعبرية والارامية. ومع ذلك، في العديد من الجمل، تكون السمات النحوية والمعجمية للغة الأم للمتحدث طفيفة وفي بعض الأحيان تفتقر تمامًا.السمة المميزة للييشيفيش هي أن المتحدثين بها يطبقون عن علم لغة مكتوبة عالية التقنية وحرفية علو لغة عامية وفي الاستخدام اليومي الشائع، عل غرار اللغة العبرية الحديثة، علة سبيل المثال:
كان جوريم نيزك، لكن باسوف كان مؤيد بميكتزاس وكان شويجيج.
جوريم يعني «أن تسبب».
تايند تعني «المطالبة».
سساش تعني «الكثير»(باللغة اليديشية).
يشير نيزك في سياقه الأصلي إلى المفهوم التلمودي لقانون الضرر.
باسوف تعني «في النهاية».
يشير مؤيد بميكتزاس إلى إعتراف جزئي لمتهم.
شويجيج في سياقه الأصلي يعني حادثة حدثت عن غير قصد ولكنها كانت نتيجة إهمال جزئي.
على الرغم من إقتراضها الشديد للمصطلحات الفنية والقانونية، فإن الجملة المذكورة أعلاه يمكن فهمها بوضوح من قِبل المتحدثين في يشيفيش على أنها «تسبب الكثير من الضرر واعترف في النهاية أنه فعل ذلك، رغم أنه ادعى أنه كان غير مقصود».
(علم الأصوات)
لهجة اليشيفية لها أوجه تشابه مع لهجات مختلفة من أوروبا الشرقية وخلفيات نيويورك، إحدى السمات البارزة لليشيفيشية هي تكرار ظهور الصوت <اكس>, وهو الشائع في العديد من الكلمات العبرية والارامية واليديشية الأصل.

### الخطاب والعروض
قد تستخدم مدرسة يشيفيش «نغمة الترانيم» لقراءة ومناقشة النصوص اليهودية، يتم أيضًا استخدام عدد من النغمات المميزة الأخرى: على سبيل المثال، حد طبقة الصوت عالي السقوط لنقطة درامية.
تم استخدام نقرة تردد، مستعارة من اللغة العبرية الإسرائيلية.

### قواعد

#### علم التشكل المورفولوجيا
غالبًا ما يتم إعطاء الكلمات المستعارة صيغ الجمع باستخدام موروفولوجيا اللغة الإنجليزية القياسية، على سبيل المثال، إن صيغة الجمع في المدرسة الدينية هي مدارس دينية وليست مدرسة يشيفا كما هو الحال في أشكنازي العبرية (على الرغم من أن هذا يشبه صيغة الجمع في اليديشية). 

#### النحو والدلالات
غالبًا ما يتم التعامل مع بعض الأفعال، لا سيما الأفعال العبرية الأصل، على أنها استراكات ويتم تصريفها بواسطة الأفعال المساعدة الإنجليزية، بنفس الطريقة التي يتم بناء الأفعال المشوهة باللغة اليديشية. كما هناك عدد من أشباه الجمل الفعلية المحسوبة من اليديشية.
يمكن استخدام الوسائط بشكل مختلف عن اللغة الإنجليزية القياسية، على سبيل المثال اريد أن تحصل على رقمها. وأيضًا هناك عدد من الإختلافات بين استخدام حروف الجر في يشيفيش واللغة الإنجليزية القياسية.
يحتوي حرف الجر على مجموعة واسعة من المعاني في يشيفيش. أحد الأسباب المحتملة لذلك هو أن حرف الجر في اليديشية «بي» يتم تعريفه على أنه «في» أو «بجانب», أصبح حرف الجر الإنجليزي الذي يبدو مشابهًا ليشمل هذه المعاني.